# 岔河镇 (邳州市)
岔河镇是中国江苏省徐州市邳州市下辖的一个镇。

## 行政区划
岔河镇下辖以下行政区：
岔河村、西黄石村、桥南村、桥北村、林桥村、马庄村、样墩村、颜楚村、盛家村、良壁村、东沙庄村、马季村